# Ainhice-Mongelos
Ainhice-Mongelos är en kommun i departementet Pyrénées-Atlantiques i regionen Nouvelle-Aquitaine i sydvästra Frankrike. Kommunen ligger i kantonen Saint-Jean-Pied-de-Port som tillhör arrondissementet Bayonne. År 2022 hade Ainhice-Mongelos 167 invånare.

## Befolkningsutveckling
Antalet invånare i kommunen Ainhice-Mongelos
| Referens: INSEE |